# Kristen Rasmussen
Kristen Rasmussen, coniugata Tarr (Lansing, 1º novembre 1978), è un'ex cestista e allenatrice di pallacanestro statunitense, professionista nella WNBA.

## Carriera
È stata selezionata dalle Utah Starzz al quarto giro del Draft WNBA 2000 (51ª scelta assoluta).